# Поглинена доза
Поглинена доза (англ. absorbed dose) — відношення енергії випромінювання, поглиненої об’ємом даної речовини, до маси речовини в цьому об’ємі. Одна з фундаментальних дозиметричних величин, що визначає  кількість енергії іонізуючого випромінювання, переданого речовині в розрахунку на одиницю маси.
Поглинена доза є універсальним поняттям і використовується як характеристика фізичного впливу будь-якого випромінювання на будь-яке середовище, в т. ч. біологічну тканину. Значення поглиненої дози випромінювання залежить від властивостей випромінювання і поглинаючого середовища. Таким чином, вона характеризує не саме випромінювання, а є мірою взаємодії випромінювання і середовища. В принципі один і той же потік випромінювання в різних середовищах і навіть в різних ділянках одного середовища може сформувати різну величину поглиненої дози. Тому, коли говорять про поглинену дозу, необхідно зазначати, в якому середовищі вона сформована: в повітрі, воді, біологічній тканині тощо.

## Математичне визначення
За визначенням поглинена доза
{\displaystyle D={\frac {E}{m}}},
де  {\displaystyle E} - енергія випромінювання, поглинена речовиною маси {\displaystyle m}.
Для випадку нерівномірного опромінення або неоднорідного середовища поглинена доза для частини тіла чи предмета {\displaystyle T} може бути математично виражена як середнє зважене
{\displaystyle {\bar {D_{T}}}={\frac {\int _{T}D(x,y,z)\rho (x,y,z)dV}{\int _{T}\rho (x,y,z)dV}}}
де  {\displaystyle T}  - частина тіла чи предмета, що представляє інтерес;
{\displaystyle D(x,y,z)} - доза енергії випромінювання, поглинена елементарним об'ємом {\displaystyle dV} в точці з координатами {\displaystyle (x,y,z)};
{\displaystyle \rho (x,y,z)} - густина тіла чи предмета як функція координат.
Інтегрування проводиться по  об'єму частини {\displaystyle T}.

## Застосування
Поглинена доза є фундаментальною величиною для вимірювання фізичного впливу іонізуючого випромінювання. Вона застосовується у різних сферах, зокрема:
- ядерна фізика, ядерна промисловість, неруйнівні випробування
- променева терапія
- медична візуалізація: радіологія, ядерна медицина, радіофармація
- радіаційний захист працівників галузі атомної енергетики, широкої громадськості та навколишнього середовища
- оцінка ризиків та управління аваріями, пов'язаними з іонізуючим випромінюванням

Зазвичай в галузі радіаційного захисту поглинену дозу застосовують лише для виявлення негайних наслідків для здоров'я через високий рівень опромінення. Це тканинні ефекти, наприклад, за гострого радіаційного синдрому, які також відомі як детерміновані ефекти. Вони обумовлені впливом радіаційного опромінення протягом короткого часу.
При одноразовому опроміненні всього тіла людини залежно від поглиненої дози випромінювання виникають:
- до 0,25 Гр (25 рад)- видимих порушень немає;
- 0,25 ... 0,5 Гр (25 ... 50 рад) - можливі зміни в складі крові;
- 0,5 ... 1,0 Гр (50 ... 100 рад) - зміни в складі крові, нормальний стан працездатності порушується;
- 1,0 ... 2,0 Гр (100 ... 200 рад) - порушується нормальний стан, можлива втрата працездатності;
- 2,0 ... 4,0 Гр (200 ... 400 рад) - втрата працездатності, можливі смертельні наслідки;
- 4,0 ... 5,0 Гр (400 ... 500 рад) - смертельні наслідки складають до 50% від загальної кількості потерпілих;
- понад 6 Гр (понад 600 рад) - смертельні випадки досягають 100% загальної кількості потерпілих;
- 10 ... 50 Гр (1000 ... 5000 рад) - опромінена людина помирає через 1-2 тижні від крововиливу в шлунково-кишковий тракт.

Доза 60 Гр (6000 рад) призводить до того, що смерть, як правило, настає протягом декількох годин або діб. Якщо доза опромінення перевищує 60 Гр, людина може загинути під час опромінення ("смерть під променем").
Поглинена доза застосовується також як основа для визначення рівня радіаційної небезпеки для людини невеликих доз опромінення. Зокрема, для врахування стохастичних наслідків невеликих доз опромінення для здоров'я людини застосовують поняття еквівалентної та ефективної дози, які оцінюються через значення поглиненої дози.

## Вимірювання
Питанням вимірювання поглиненої дози займається наука дозиметрія. Поглинену дозу через зовнішнє опромінення вимірюють за допомогою спеціальних вимірювальних приладів — дозиметрів. У разі потрапляння радіонуклідів в організм поглинену дозу неможливо виміряти безпосередньо; вона оцінюється за даними з вимірювання кількості радіонуклідів.

## Одиниці вимірювання
Одиницею вимірювання поглиненої дози в системі SI  є грей (Гр). Один грей дорівнює дозі випромінювання, за якої опроміненій речовині масою один кілограм передається енергія один джоуль будь-якого іонізуючого випромінювання. Розмірність цієї одиниці: 1 Гр = Дж·кг−1 = м²·с−2.
Одиниця названа на честь англійського вченого Луїса Грея.
Застарілою позасистемною одиницею вимірювання поглиненої дози є рад. Відповідає енергії випромінювання 100 ерг, поглиненої речовиною масою 1 г: 1 рад =0,01 Гр.